# Amico flauto
Amico flauto è stato un programma televisivo italiano di genere musicale condotto da Renzo Arbore, trasmesso sul Programma Nazionale il giovedì alle 22:10, dal 18 maggio 1972 all'8 giugno successivo, per la regia di Lino Procacci.

## Produzione
La trasmissione, in onda dal Teatro delle Vittorie in Roma, si è svolta in 4 puntate, su idee musicali di Gino Marinacci. Curata da Aldo Rosciglione, si avvaleva della collaborazione alle musiche di Franco Goldani, poi eseguite dall'Orchestra dei Solisti della RAI e da "I flauti di Gino Marinacci".

## Musicisti
- Gino Marinacci (flauto, flauto basso, sax baritono)
- Alfio Caligani (flauti e sassofoni)
- Livio Cerveglieri (flauti e sassofoni)
- Nino Rapicavoli (flauti e sassofoni)
- Quarto Maltoni (flauti, sassofoni, ocarina)
- Dino Piana (trombone)
- Giovanni Tommaso (basso elettrico e contrabbasso)
- Sergio Conti (batteria)
- Roberto Podio (percussioni)
- Enzo Grillini (chitarre)
- Angelo Baroncini (chitarre)
- Antonello Vannucchi (organo Hammond, Piano Fender Rhodes, Clavicembalo (Harpsichord), vibrafono)
- Quartetto d'archi dell'Orchestra sinfonica della RAI[3]

## Ospiti
- Shawn Robinson
- Lara Saint Paul
- Jula De Palma
- Piero Piccioni
- Osanna
- Armando Trovajoli
- Mina
- I Cantori Moderni di Alessandro Alessandroni
- Dino Asciolla
- Art Farmer